# Albacete Airport
Albacete Airport är en flygplats i Spanien.   Den ligger i provinsen Provincia de Albacete och regionen Kastilien-La Mancha, i den centrala delen av landet, 230 km sydost om huvudstaden Madrid. Albacete Airport ligger 701 meter över havet.
Terrängen runt Albacete Airport är platt.Runt Albacete Airport är det ganska tätbefolkat, med 129 invånare per kvadratkilometer. Närmaste större samhälle är Albacete, 5,1 km norr om Albacete Airport. Trakten runt Albacete Airport består till största delen av jordbruksmark.